# 石渡こと
石渡 こと（いしわたり こと、1874年 - 1947年）は日本の看護婦。1902年より、東京市養育院の光田健輔のハンセン病特別病室「回春病室」の看護婦となり、その後、全生病院で総婦長を勤め、光田や若い医師、看護婦をよく補佐、指導した。日本のハンセン病院における看護婦の草分けで、他の園の看護婦の指導も行った。

## 生涯
1874年東京の生まれ、21歳で石渡に嫁し、一女を得た。1900年、東京市養育院保母となる。1901年、夫と死別、彼女は娘を親戚に預けて、看護学を一生懸命に勉強し始めた。1902年、看護婦免許を得た。生粋の江戸っ子で、無類の働き者であった。らいの特別病室の主任を頼んだら、彼女は喜んでやることを誓った。そしてその病室を回春病室と名付け常時20名内外の患者がこの病室で保護されることとなった。これが我が国のらい患者の隔離の草分けである。第１回万国らい会議のらい伝染説が打ち出されて2年後（1899）のことであった　養育院時代のエピソードとして、光田健輔は学問に熱中するあまり、禁をおかして夜中に解剖を行ったが、石渡を助手にしておこない、翌朝死体運搬人に引き渡し、誰にも知られないようにしたという。　全生病院開院当時、養育院のらい患者は全員移された。石渡看護婦も隔離室をつくるまえから母の様に親切に患者の世話をしていたので、そのまま転任し全生病院首席看護婦となった。1924年には初代看護婦長に昇進した。全生病院の開院当時のことを記録した中に、傷の治療の話がでている。石渡こと看護婦や、仲看護士（男性）はなおりにくい傷をもった指を爪でも切るように鋏でばちばち切り落とすのであった。しかし、その方がかえって、傷の治りは早かったとある。　全生病院では風呂場外科という言葉もある。石渡婦長は光田健輔と相談して、船のようなものに下に車がついていて、寝ながら入浴できるものを風呂場に持ち込んできてそれに患者を入れて体を洗ったという。1936年退職。1947年家族の山田清成、石渡の女婿（住職であったが、全生病院、長島愛生園、松が丘療養所の事務職をつとめる）の青森松が丘官舎で没した。

## 性格など
男勝りで頑固な面もあったが、愛情深く侠気なところもあり、また彼女の治療は光田直伝で評判がよかった。看護婦全体および、若い医師の面倒もみた。看護婦の生活は厳しかったらしく、看護婦には貯金を強く勧めていたという。ついでだが、医師である林文雄にも貯金を勧めていた。彼女が最初に勤務した渋沢栄一が作った養育院は松平定信の強制貯蓄でできあがり、その後も強調したとある。　「神山復生病院120年歩み」に石渡ことの2枚の写真（集合写真であるが）と署名がでている。署名によると石渡こと（こは「古」をくずした字）と書いていた。また、林文雄は著書『天の墓標』のなかで、特に「石渡婦長さんに感謝す」という1章を設け、人となりを褒めている。最初らいに入られたのも光田健輔が一人養育院の特別室にらいの手当てをされたのに感激したと書いているが、この救らいの使徒のためにはどんな茨の道をきらわぬ従順な気持ちが彼女の40年を支配した、と林は書いている。また、彼女は自腹を切って人の食事の面倒をみたという　らい患者に接触する機会が多かった石渡婦長の上腕部に、光田反応の乳剤を注射したら、非常に腫脹して約半年ばかり治らなかった。これはらい菌に対する抵抗力ができているのではないかと思われた。それでワクチンを作って感染児童に試みているという記載がある。しかし、その後の記載はない。

## 文献
- 内田守　『光田健輔』　吉川弘文館　1971
- 光田健輔　『回春病室』 朝日新聞社　1950
- 多磨全生園患者自治会　『倶会一処』一光社　 1979  0021-01080-0338
- 桜井方策　『救らいの父　光田健輔の思い出』ルガール社　1974